# 12206 Prats
12206 Prats è un asteroide della fascia principale. Scoperto nel 1981, presenta un'orbita caratterizzata da un semiasse maggiore pari a 2,9806474 au e da un'eccentricità di 0,0590503, inclinata di 2,27689° rispetto all'eclittica.